# Culex vishnui
Culex vishnui är en tvåvingeart som beskrevs av Theobald 1901. Culex vishnui ingår i släktet Culex och familjen stickmyggor. Inga underarter finns listade i Catalogue of Life.